# Węzia Skała
Węzia Skała – skała w lewych zboczach Doliny Brzoskwinki, w miejscowości Brzoskwinia, w województwie małopolskim, w powiecie krakowskim, w gminie Zabierzów. Pod względem geograficznym znajduje się na Garbie Tenczyńskim (część Wyżyny Krakowsko-Częstochowskiej) w obrębie Tenczyńskiego Parku Krajobrazowego.
Węzia Skała znajduje się w grupie Węzich Skał (pozostałe to Menhir, Leszczynowa Skała i Drzewna Skała). Skały znajdują się w lesie na południowo-wschodnim końcu zabudowanego obszaru wsi Brzoskwinia, tuż przy korycie potoku Brzoskwinka. Przy skałach znajduje się dom i ujęcie wody. W ich pobliże dochodzi wąska droga asfaltowa. Węzia Skała zbudowana jest z wapieni, ma wysokość 12 m, ściany połogie, pionowe lub przewieszone z filarami i kominami. Na jej północnej i północno-wschodniej ścianie uprawiana jest wspinaczka skalna. Jest 14 dróg wspinaczkowych o trudności od VI- do VI.4+ w skali krakowskiej i długości do 11 m. 9 z nich ma zamontowane stałe punkty asekuracyjne: ringi (r), stanowiska zjazdowe (st), ringi zjazdowe (rz) lub 2 ringi zjazdowe (2rz).

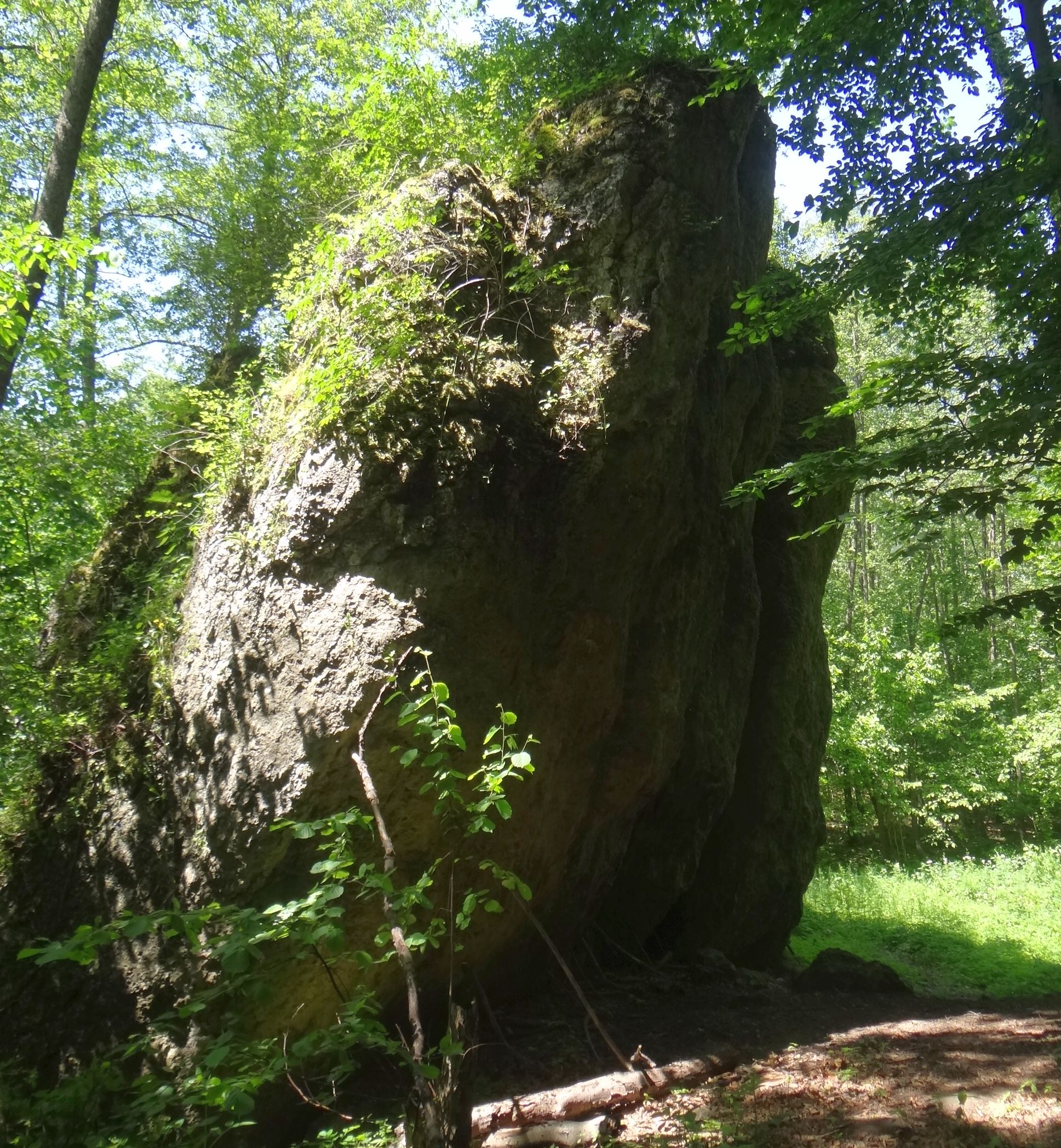
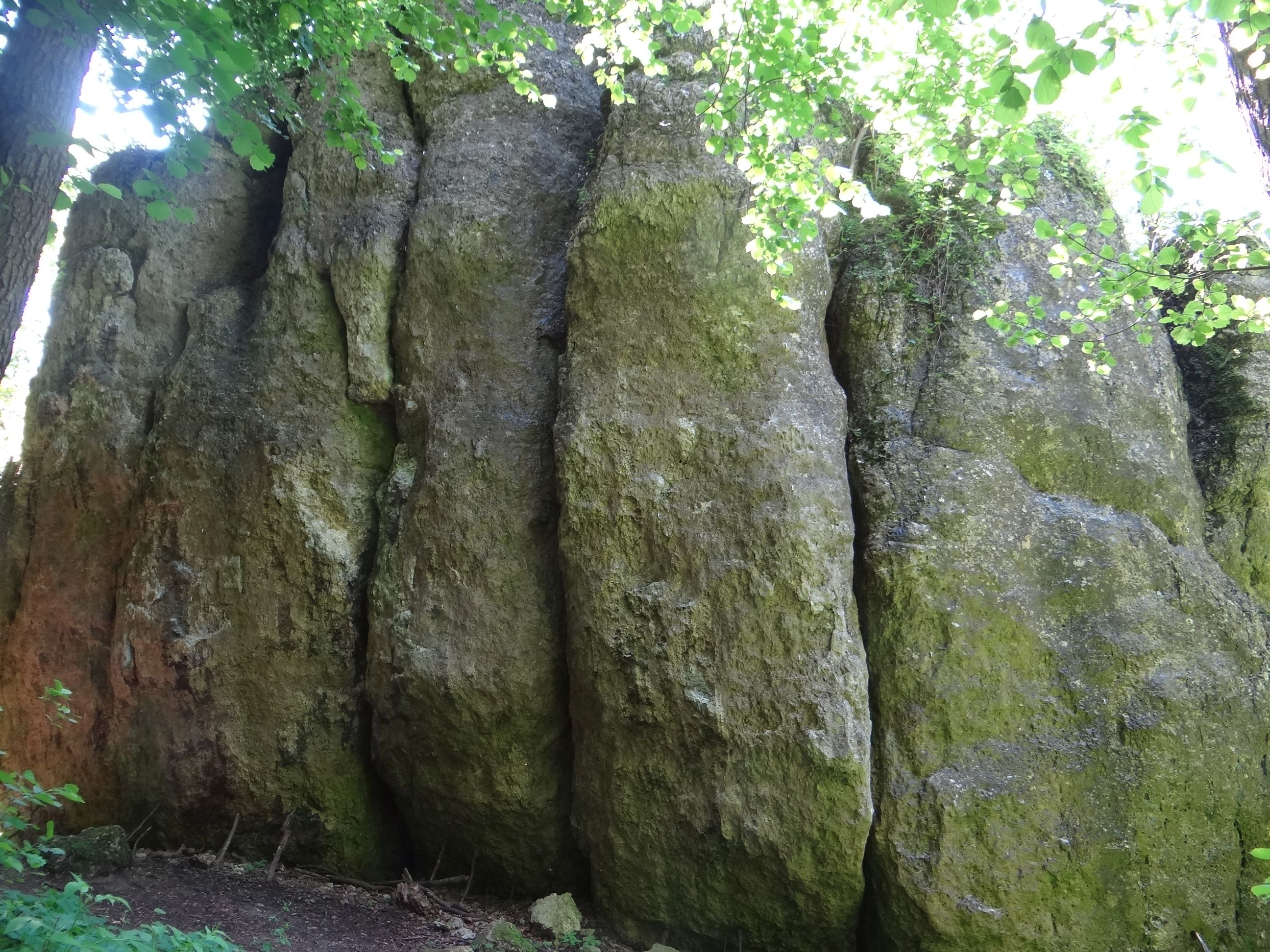
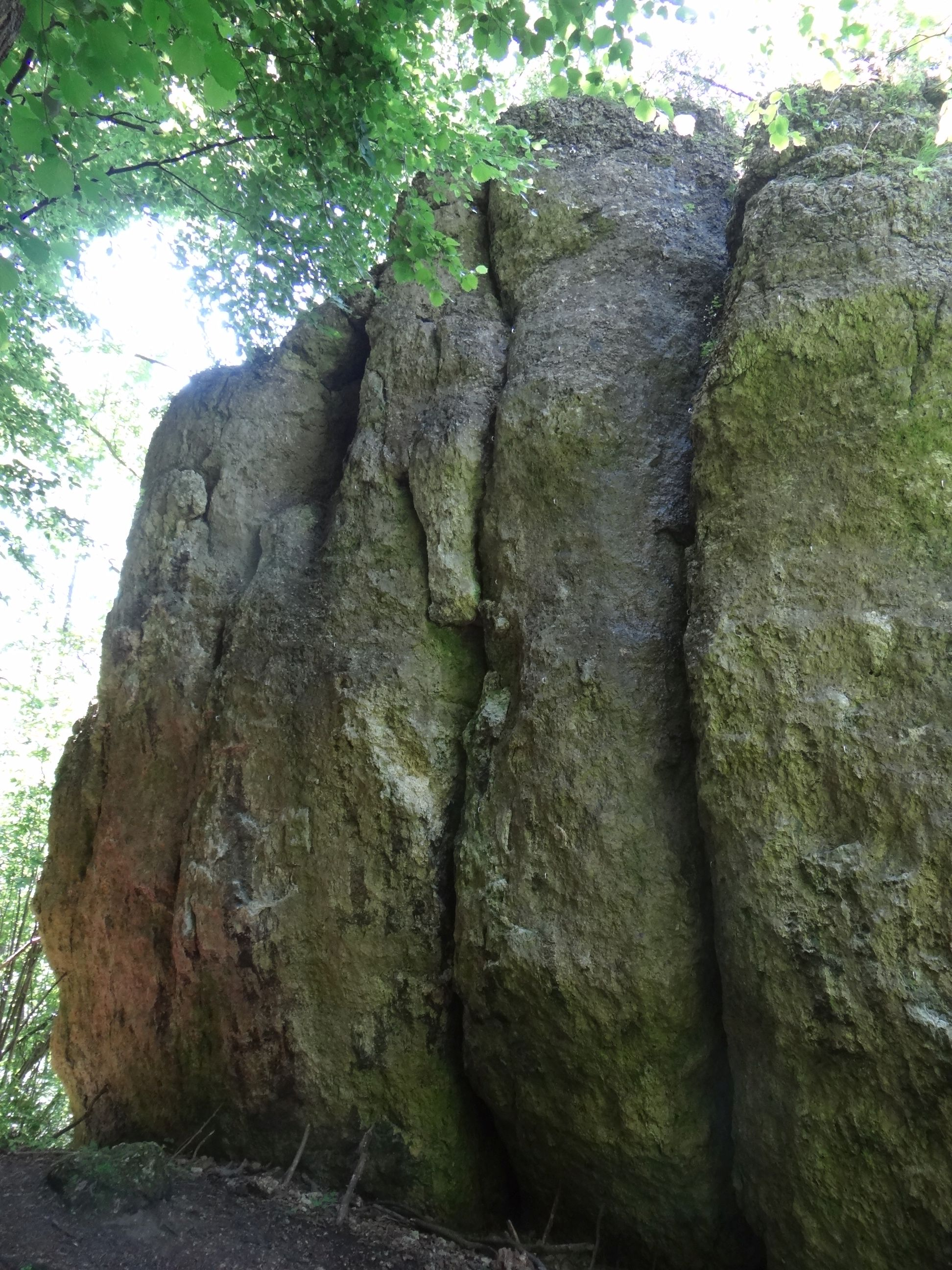
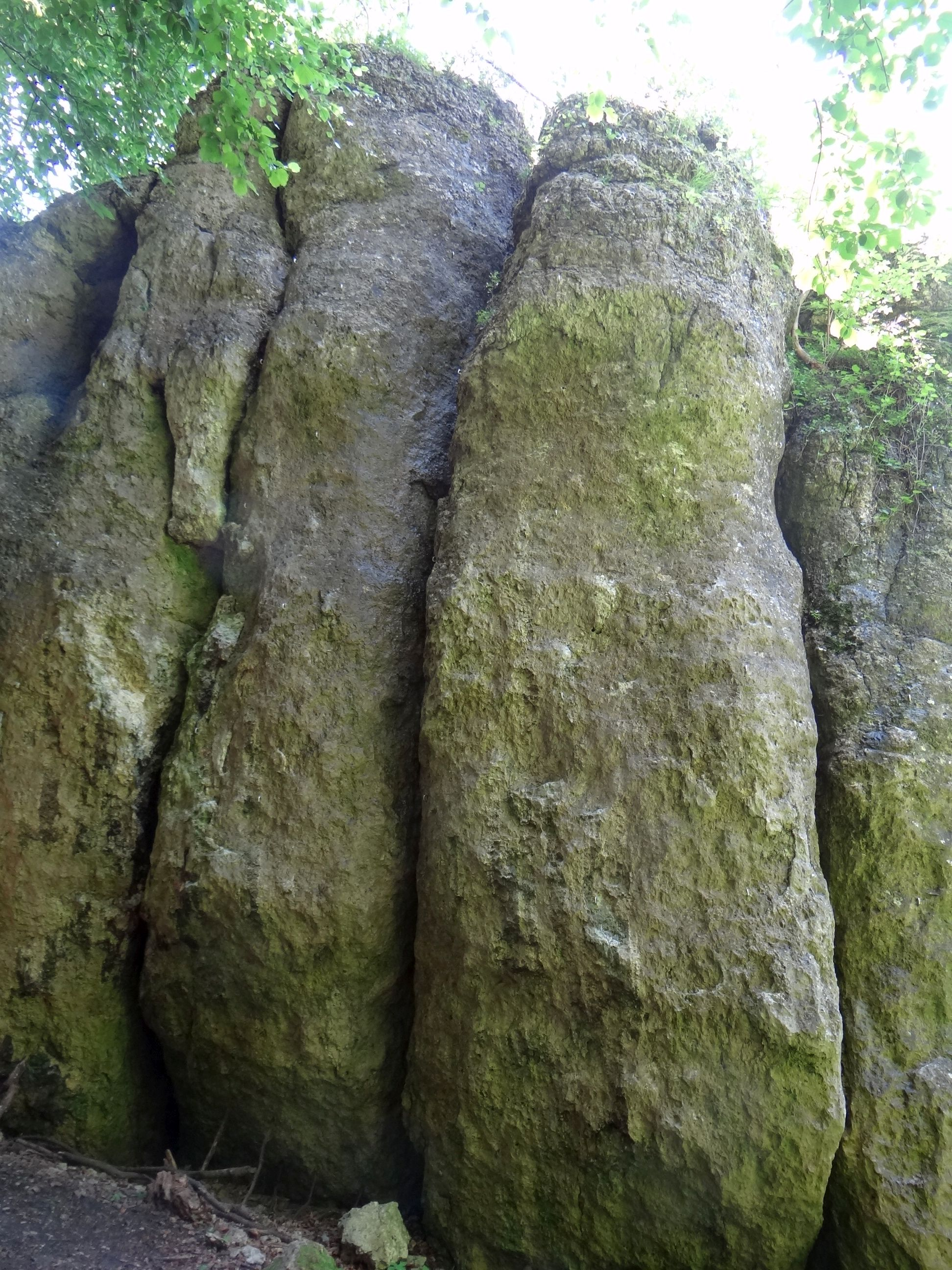
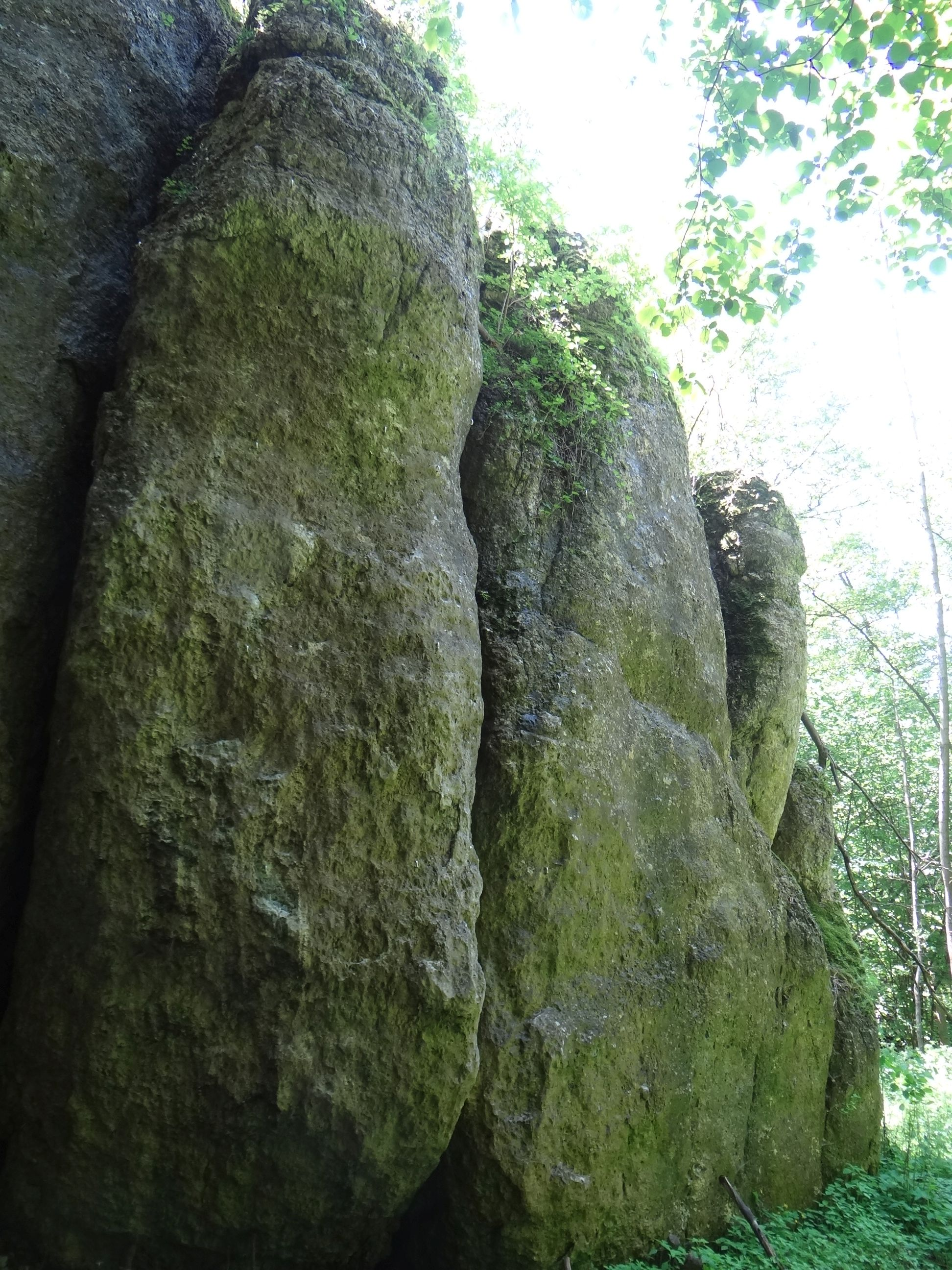
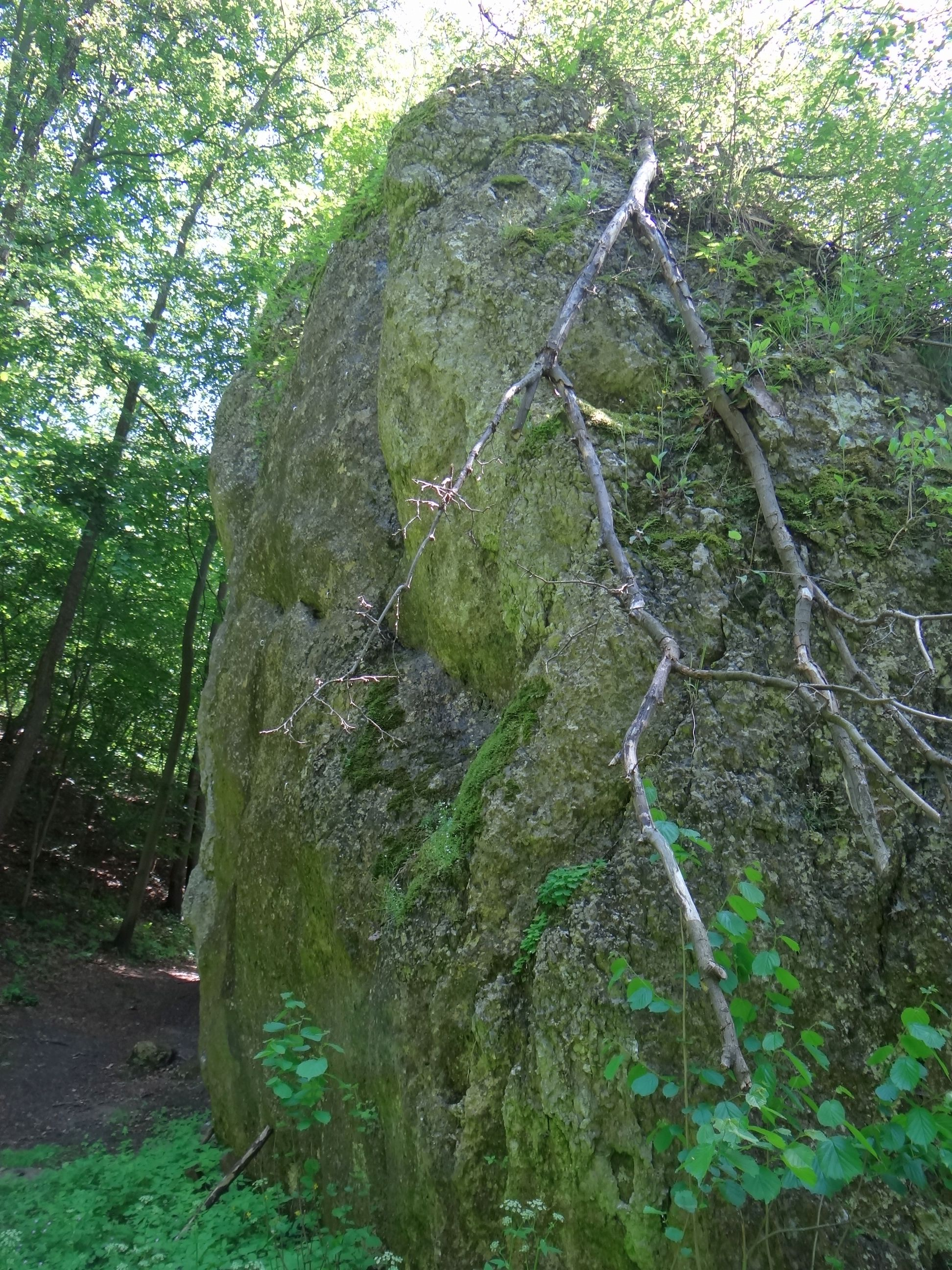

## Drogi wspinaczkowe
1. Wspinacz z kasą; VI.1+, 9 m
2. Ziemianka; 4r + rz, VI.1+, 10 m
3. Pożegnanie z ciemnością; 5r + st, VI.2+, 11 m
4. Nie dla każdego; 4r + st,	VI.1, 11 m
5. Sommermarchen; 5r + st, VI.4, 11 m
6. Kącik budowlany; 4r + drz, VI+, 11 m
7. Uroboros; 4r + st, VI.3, 11 m
8. Wąż hydrauliczny; 5r + st, VI.4/4+, 11 m
9. Ofiologia; 4r + st, VI.3+, 11 m
10. Stanisław Paluch; VI-, 10 m
11. Tęcza sręcza; 3r + st, VI.1, 10 m
12. Zielepuch; 3r + st, VI.4/4+, 10 m
13. Katiusza kaprala Janusza; 3r + st, VI.2, 10 m
14. Nie ma dublera dla sapera; 2r + st, VI-, 10 m[3].